# Peter James Marshall
Peter James Marshall CBE, FBA (nascut el 1933 a Calcuta) és un historiador britànic conegut pel seu treball sobre l'Imperi Britànic, en particular les activitats dels treballadors de la Companyia Britànica de les Índies Orientals a la Bengala del segle xviii, a més de la participació britànica a Amèrica del Nord durant el mateix període.

## Primers anys
Va ser educat al Wellington College de Berkshire i, després d'haver prestat servei militar al 7è Batalló de Kenya, King's African Rifles, va obtenir una llicenciatura de primera classe en història en el Wadham College d'Oxford, on va rebre un PhD en 1962.

## Carrera acadèmica i activitats professionals
Entre 1959 i 1993, va ensenyar al departament d'història al King's College de Londres i va ser nomenat Professor Rhodes d'Història Imperial en 1980, que li va pertànyer fins a la seva jubilació. Entre 1965 i 1978 va ser membre del Comitè Editorial de The Correspondence of Edmund Burke, i entre 1975 i 1981 va ser editor de The Journal of Imperial and Commonwealth History. En 1987 va ser nomenat vicepresident de la Reial Societat Històrica, servint com a president entre 1997 i 2001. Una Junior Research Fellowship porta el seu nom i és administrada conjuntament per la Reial Societat Històrica i l'Institut de la Investigació Històrica a la Universitat de Londres, on és professor honorari, es concedeix anualment a un estudiant de doctorat en història. Al desembre de 2008, va ser guardonat amb el grau de Doctor en Literatura honoris causa per l'Escola d'Estudis Avançats a la Universitat de Londres. És Professor Rhodes d'Història Imperial emèrit al King's College de Londres, on continua donant conferències.

## Índia i Bengala
Marshall presenta una interpretació revisionista, rebutjant l'opinió que la prosperitat de Mughal Bengala va donar pas a la pobresa i l'anarquia en el període colonial. En canvi, argumenta que la presa de possessió britànica no va marcar cap ruptura aguda amb el passat. Després de 1765, el control britànic va ser delegat en gran part a través de governants regionals i va ser sostingut per una economia generalment pròspera respecte la resta del segle xviii, a excepció de fams freqüents amb altes taxes de fatalitat. Marshall també assenyala que els britànics van recaptar ingressos a través dels administradors d'impostos locals i van mantenir les antigues taxes d'impostos mogols. La seva interpretació de la Bengala colonial, almenys fins a c. 1820, és aquella en la qual els britànics no tenien el control total, sinó que depenien dels territoris indis, i en la qual la seva capacitat per mantenir el poder depenia d'una excel·lent cooperació amb les elits índies. Marshall admet que gran part de la seva interpretació continua sent qüestionada per molts historiadors.

## Obres
- The Impeachment of Warren Hastings, (Oxford, 1965)
- The Correspondence of Edmund Burke, vol. V, (Cambridge, 1965) (editor assistent)
- The Correspondence of Edmund Burke, vol. VII, (Cambridge, 1968) (editor assistent)
- East Indian Fortunes: The British in Bengal in the Eighteenth Century, (Oxford, 1976)
- The Correspondence of Edmund Burke, vol. X, (Cambridge, 1978) (editor assistent)
- The Great Map of Mankind: British Perceptions of the World in the Age of Enlightenment, (Londres, 1982) (co-editor amb G. Williams)
- The New Cambridge History of India, II, 2, Bengal: the British Bridgehead: Eastern India, 1740 - 1828, (Cambridge, 1988)
- The Oxford History of the British Empire, vol. II, The Eighteenth Century, (Oxford, 1998) (col·laborador i editor)
- A Free Though Conquering People': Eighteenth-century Britain and its Empire, (Aldershot, 2003)
- The Making and Unmaking of Empires: Britain, India and America c. 1750 - 1783, (Oxford, 2005)[8][9]